# Friedrich Gotthelf Benjamin Schmieder
Friedrich Gotthelf Benjamin Schmieder, häufig nur Friedrich Schmieder, (* 6. Oktober 1770 in Eisleben; † 30. August 1838 in Brieg) war ein deutscher Altphilologe und Gymnasiallehrer.

## Leben
Nach seiner ersten Bildung in Eisleben wechselte er 1780 auf das Städtische Gymnasium in Halle, an dem sein Vater Benjamin Friedrich Schmieder (1736–1813) gleichzeitig Rektor wurde, um anschließen von 1787 bis 1790 an der Universität Halle evangelische Theologie u. a. bei August Hermann Niemeyer (1754–1828) und Klassische Philologie zu studieren. Wesentliche Förderung erfuhr er durch Friedrich August Wolf (1759–1824), der ihn im Jahr der Gründung in das Philologische Seminar aufnahm.
Während seiner Lehrertätigkeit ab 1790 am lutherischen Gymnasium in Halle erwarb er am 7. Mai 1795 die Doktorwürde („Notae criticae in Arrianum“). Am 24. Dezember 1803 erhielt er durch Karl Georg von Hoym (1739–1807) das Angebot, Direktor des Königlichen Gymnasium in Brieg zu werden, ein Amt, das er vom 11. April 1804 bis zu seinem Tode 1837 dem Königlichen Gymnasium in Brieg innehatte. Johann Gottlieb Kunisch war Schüler Schmieders.

## Veröffentlichungen (Auswahl)
- Arrianu Indikē. Cum Bonav. Vulcanii Interpretatione Latina Permultis Locis Emendatiore. Recensuit Et Illustravit Fridericus Schmieder, Philosophiae Doctor et AA. LL. Mag. Gymnas. Hal. Luth. Collega 1798 (10310266 im VD 18.).
- Handbuch der alten Erdbeschreibung zum nähern Verständniß des vollständigen Atlasses der den Alten bekannt gewordenen Theile der Erde. Berlin 1802.
- Q. Cvrtii Rvfi De rebvs gestis Alexandri Magni regis MacedonvmHistoria Alexandri Magnilibri svperstites. Göttingen 1803.
- Commentarius perpetuus in Q. Curtii Rufi de rebus gestis Alexandri Magni regis Macedonum. Göttingen 1804.